# Golce (województwo podkarpackie)
Golce – wieś w Polsce, położona w województwie podkarpackim, w powiecie niżańskim, w gminie Jarocin.
| SIMC    | Nazwa      | Rodzaj    |
| ------- | ---------- | --------- |
| 0794810 | Błogie     | część wsi |
| 0794827 | Dębowe     | część wsi |
| 0794833 | Górka      | część wsi |
| 0794840 | Habudy     | część wsi |
| 0794856 | Oleszki    | część wsi |
| 0794862 | Ostrowskie | część wsi |
| 0794879 | Podedwór   | część wsi |
| 0794885 | Psi Borek  | część wsi |
| 0794891 | Rusiny     | część wsi |
| 0794900 | Załomy     | część wsi |

W latach 1975–1998 wieś administracyjnie należała do województwa tarnobrzeskiego.
10 lipca 1943 Wehrmacht i SS spacyfikowały wieś. Niemcy zamordowali 16 osób. Z wsi Golce, Kurzyna Mała, Średnia i Wielka wywieźli 50 mieszkańców do obozu w Budzyniu, a następnie część do obozu w Majdanku a część na roboty przymusowe do Niemiec.
27 grudnia 1943 Niemcy dokonali drugiej pacyfikacji wsi. Zamordowali 6 kobiet i schwytanego partyzanta.
W Golcach działa Publiczna Szkoła Podstawowa im. św. Stanisława Kostki.

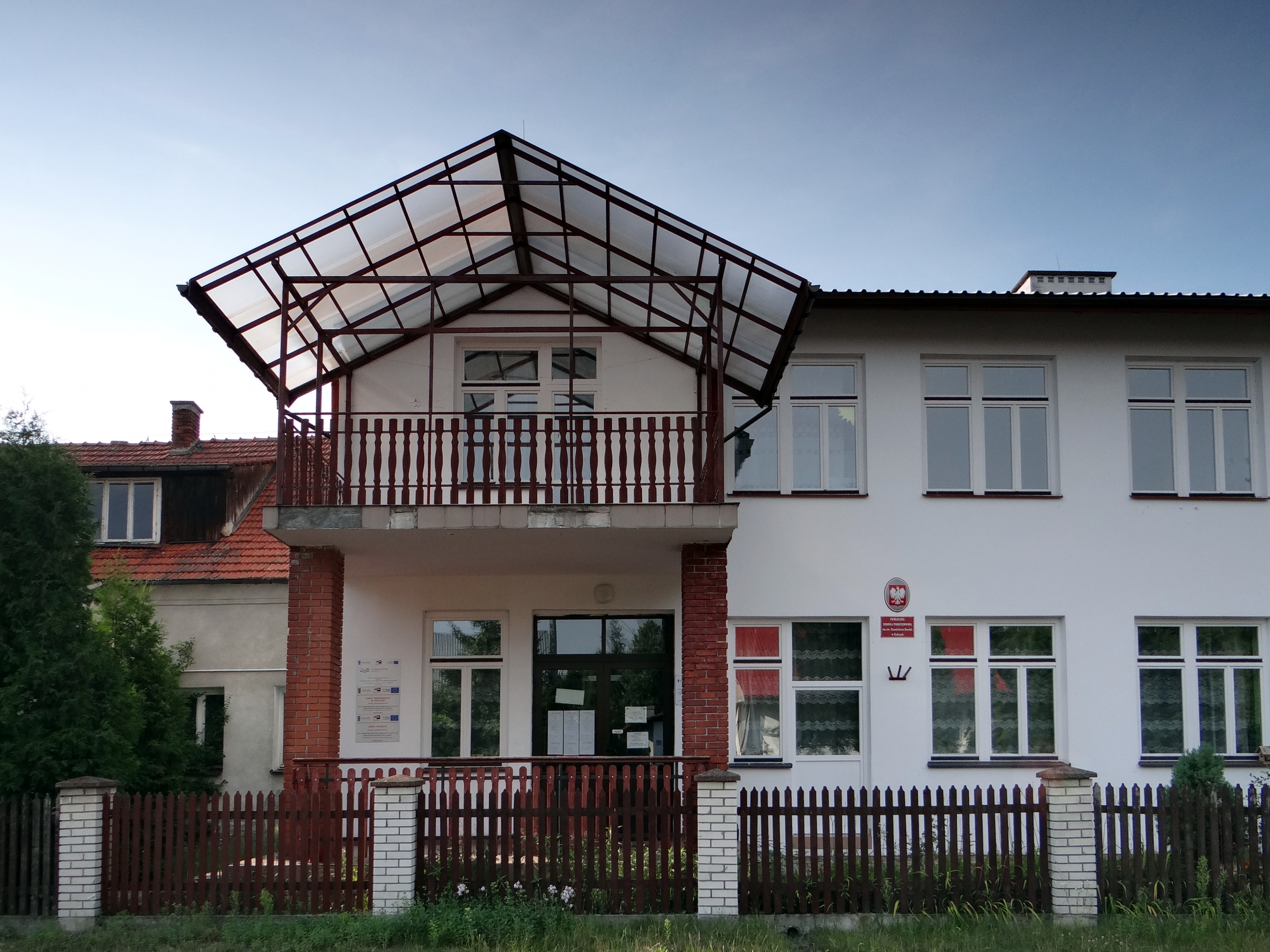
Szkoła podstawowa